# Alájar

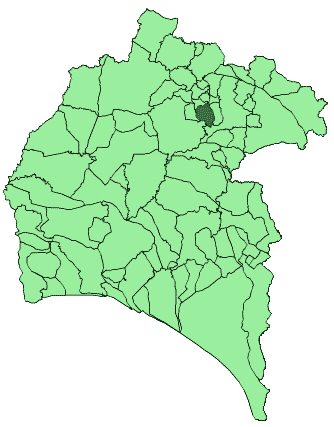
Localização de Alájar

Alájar é um município da Espanha na província de Huelva, comunidade autónoma da Andaluzia, de área 41,39 km² com população de 750 habitantes (2004) e densidade populacional de 18,12 hab/km².
Localiza-se no lado sul do Parque Natural Serra de Aracena e Picos de Aroche. Em 2011 gravou-se aqui o filme de Bollywood Zindagi Na Milegi Dobara, de Zoya Akhtar.

## Demografia
| Variação demográfica do município entre 1991 e 2004 | Variação demográfica do município entre 1991 e 2004 | Variação demográfica do município entre 1991 e 2004 | Variação demográfica do município entre 1991 e 2004 |
| --------------------------------------------------- | --------------------------------------------------- | --------------------------------------------------- | --------------------------------------------------- |
| 1991                                                | 1996                                                | 2001                                                | 2004                                                |
| 836                                                 | 804                                                 | 775                                                 | 750                                                 |